# Арчар
 Тази статия е за селото в Северозападна България.  За реката вижте Арчар (река).  
Арча̀р е село в Северозападна България, област Видин, Община Димово. То е най-голямото село в областта.
По население (около 3000 души) е най-голямото село в областта и двойно по-населено от общинския център град Димово. До 14 август 1934 г. се е наричало Акчар.

## История
Селото е възникнало още по времето на Римската империя под името Рациария.
Рациария е създадена през II век като постоянна станция на римската дунавска флотилия. От античния град започвал важен път през Ниш за Адриатика. По времето на император Аврелиан Рациария станала главен град на провинция крайбрежна Дакия. Рациария бил процъфтяващ град. В турската махала са открити златни предмети от римско време. В много дворове все още съществуват цялостно запазени зидове, части от постройки и глинени съдове – паници, лули. На полето могат да се открият множество римски монети, повечето от които с незначителна стойност.
През 1832 г. в селото е открито килийно училище.
След Освобождението турците са изселени от селото, а в старата Турска махала се заселват торлаци, които в 30-те години на XX век донякъде запазват своя нетипичен за района белоградчишки говор.
През 1898 г. е учредено читалище. До 1934 година името на селото е Акчар (бяла дух).
При избухването на Балканската война в 1912 година 2 души от Акчар са доброволци в Македоно-одринското опълчение.
През 1981 – 1991 г. са проведени научни разкопки от българо-италиански екип съгласно договор между Археологическия институт и музей при БАН и катедрата по стара история на университета в Болоня. Финансирането им обаче приключва в началото на 1990-те години и проектът замира.
През 1945 година в селото е създадено едно от първите Трудови кооперативни земеделски стопанства във Видинско, наречено първоначално „Двадесет и трети септември“ чест на Септемврийското въстание от 1923 година, а по-късно преименувано на „Път към комунизма“. По това време 3 семейства (11 души) от селото са принудително изселени от комунистическия режим.
Селото се нарежда сред най-големите културни центрове в Област Видин със свои фолклорен ансамбъл и самодейни дейци на културата. Построено е читалище – сред най-големите в страната, сградата на което е издържана в стил неокласицизъм.
Промените, настъпили след 1989 г., се отразяват неблагоприятно на селото. Повече от 60% от населението емигрира в големите градове или извън страната. По-голямата част от хората остават без работа и 15 години се препитават предимно с иманярски набези, довели до унищожаването на историческото културно наследство на селото – разрушен е римският град Рациария, разграбени са иконите от местния храм, построен при цар Борис III. Напълно замира културният живот в селото. Селото често е обект на набези от иманяри.

## География
Селото се намира на главния път Видин – Лом. Разположено е при вливането на река Арчар (позната сред местното население като река Арчарица) в Дунав, на 28 км от Видин. През селото минава и река Бързарци. Надморско равнище: 60 – 90 м. Състои се от 4 махали – българска, турска, циганска и коритарска (копанарска).
- Население по официалните преброявания в България.

| 1934 г. | 1946 г. | 1956 г. | 1965 г. | 1975 г. | 1985 г. | 1992 г. | 2001 г. | 2011 г. | 2022 г. |
| 4028    | 4139    | 3990    | 3577    | 3352    | 3051    | 3009    | 2624    | 2370    | 2275    |

- Самоопределяне по етническа принадлежност към 1.02.2011 г.

| българска | турска | ромска | друга | не се самоопределя |
| 1875      | ?      | 461    | 14    | ?                  |

? – Данните са анонимизирани в съответствие с чл. 25 от Закона за статистиката.
- Степен на завършено образование към 1 февруари 2011 г.

| Общо | Висше | Средно | Основно | Начално | Незавършено начално | Никога не посещавали училище | Деца до 7 г. |
| 2135 | 64    | 625    | 967     | 243     | 161                 | 50                           | 25           |

- Население по възрастови групи към 1 февруари 2011 г.

| Общо | 0 – 4 | 5 – 9 | 10 – 14 | 15 – 19 | 20 – 24 | 25 – 29 | 30 – 34 | 35 – 39 | 40 – 44 | 45 – 49 | 50 – 54 | 55 – 59 | 60 – 64 | 65 – 69 | 70 – 74 | 75 – 79 | 80 – 84 | 85+ |
| 2370 | 171   | 167   | 117     | 155     | 177     | 128     | 142     | 131     | 159     | 134     | 136     | 140     | 166     | 140     | 106     | 95      | 69      | 37  |

Преброяване на населението през 2011 г.
Численост и дял на етническите групи според преброяването на населението през 2011 г.:
|                     | Численост | Дял (в %) |
| Общо                | 2370      | 100,00    |
| Българи             | 1875      | 79,11     |
| Турци               | 0         | 0,00      |
| Цигани              | 461       | 19,45     |
| Други               | 14        | 0,59      |
| Не се самоопределят | 0         | 0,00      |
| Неотговорили        | 6         | 0,25      |

## Обществени институции
- Кметство – Арчар 3770, тел. 093172328
- Народно читалище „Образование“ – от 1898 г., председател Евгени Цветанов.
- СОУ „Христо Ботев“, Ширин Раимова Шахин
- храм „Успение Богородично“ - черквата е обновена през 2015 година[7]

В Арчар има 2 училища (сгради) – старото (за 1 – 4 клас) и новото (за 5 – 12 клас).
В селото също така има клон на Банка ДСК, пощенски клон, полицейски участък.

## Други
Всяка година през първата събота и неделя на август се провежда панаир. Идват хора от съседните села, което съживява търговията на селото за 2 – 3 дни.
В селото има футболен клуб. В миналото се е казвал „Левски“, настоящето му име е „Рациария“. През 2012/2013 г. отборът му се завръща в елита след 8-годишно прекъсване.

## Известни личности
- Александър Апостолов (р. 1936), скулптор;
- Здравко Михайлов – роден на 31 март 1944 г. в село Арчар. Завършва Българската държавна консерватория, след това специализира дирижиране в консерваторията в Женева. Работил е като диригент в радио „София“, хоров диригент в оперните театри в Женева, Ница, Лион и Бордо, бил е и главен художествен ръководител на Представителен смесен хор „Ален мак“ в Благоевград. По време на творческия си път е изнасял концерти на много места по света. Здравко Михайлов е и създател на хор „Големите български гласове“. След внезапната му смърт на концертния подиум във Франция на 24 ноември 1998 г., артистичен директор и диригент на хора става синът му – Илия Михайлов.
- Петър Аврамов – роден на 20 ноември 1954 г. в Арчар. Завършва Икономически университет във Варна (тогава ВИНС „Димитър Благоев“), има магистърска степен по икономика и 5 следдипломни квалификации в областта на мениджмънта и застрахователното дело. През 1981 г. е избран за заместник-председател на ПК „Наркооп“, Видин. През 1986 г. е избран за председател на УС и изпълнителен директор на новосформиращото се кооперативно предприятие „Търговия на едро и дребно“, Видин, и за заместник-председател на ОКС, Видин. През 1993 г. става главен директор на ДЗИ, Видин. От 12 февруари 2002 г. е председател на УС и изпълнителен директор на „Хановер КООП България“, днес „ХДИ“ застрахователно АД. Председател на настоятелството на няколко училища в град Видин. Дългогодишен спонсор на видинския баскетболен отбор „Химик“, един от основните спонсори на националния баскетболен отбор, организатор и основател на ежегодния „Мач на звездите“. Петър Аврамов е една от личностите отразена в книгата на Петър Андасаров „Строители на съвременното българско застраховане“, както и председател на контролния съвет на Асоциацията на българските застрахователи четвърта поредна година. Отразен обстойно в множество публикации, вестници и интернет сайтове.
- Любен Велков Пашански (1926 – 2002) – единствен популяризатор на историята на селото извън неговите предели. Учител, историк и археолог, виден общественик с огромна роля в културния живот на селото. Главен принос е научнопопулярният филм на Д. Папазов с негово участие „Разкопки в Рациария“, неведнъж излъчван по държавните телевизионни канали – ТВ България и Канал 1. Посвещава целия си живот на изследване на историята на Арчар и предимно на разкопките на Римския град Рациария. Заедно с италианската археоложка Мария Болини е откривател на прочутото Съкровище на Рациария и получилата световна популярност статуя на Херакъл. През 1990-те години трудно преживява вандалското разрушаване на историческите находки на Рациария от иманяри с активното участие на представителите на местната власт, от което получава инфаркт и умира през 2002 г. Негова съпруга и дългогодишна спътница е Виктория Динева.
- Никола Тодоров, български революционер от ВМОРО, четник на Бончо Василев[8]
- Тодор Игнатов – македоно-одрински опълченец, Четвърта рота на Осма костурска дружина, носител на орден „За храброст“ IV степен[9]
- Цветко Йонов (1881 – ?), македоно-одрински опълченец, Втора рота на Девета велешка дружина[10]
- Йончо Лачков Брънчев (1897 – 1923) – роден на 18 февруари в Арчар. Член на БКП. По време на Септемврийското въстание 1923 г. се сражава с червена фланела срещу настъпващите военно-фашистки части от Видин. След поражението на въстанието, на 27 септември същата година, заедно с група негови другари е разстрелян в местността „Ялията" край селото.